# CEFCU Stadium
Das CEFCU Stadium ist ein College-Football-Stadion in der US-amerikanischen Stadt San José im Bundesstaat Kalifornien. Es trug über 80 Jahre den Namen Spartan Stadium, bis es im August 2016 aufgrund eines Sponsoringvertrags mit der Kreditgenossenschaft Citizens Equity First Credit Union in CEFCU Stadium umbenannt wurde. Die Anlage gehört der San José State University, die es als Austragungsort für die Heimspiele des NCAA-College-Football-Teams der San Jose State Spartans nutzt. Es beheimatet auch gelegentlich Spiele im High-School-Football und wird für die jährliche Abschlusszeremonie der Universität am Memorial-Day-Wochenende genutzt.
Das CEFCU Stadium war Austragungsort der Heimspiele der San José Earthquakes (ursprünglich San Jose Clash) aus der Major League Soccer von 1996 bis Ende 2005. Auch die San Jose Earthquakes, die von 1974 bis 1988 in der North American Soccer League (NASL) bzw. in der Western Soccer Alliance (WSA) aktiv waren, die San Jose CyberRays aus der Women’s United Soccer Association (2001 bis 2003) und die San Francisco Dragons aus der Major League Lacrosse (2008) trugen im Stadion ihre Heimspiele aus.

## Spiele der Frauenfußball-WM 1999 in San José
Im Stadion fanden während der Fußball-Weltmeisterschaft der Frauen 1999 insgesamt vier Spiele statt.

### Gruppenspiele
- 19. Juni 1999, Gruppe C:  Japan –  Kanada 1:1 (0:1)
- 19. Juni 1999, Gruppe D:  Volksrepublik China –  Schweden 2:1 (1:1)

### Viertelfinale
- 30. Juni 1999:  Volksrepublik China –  Russland 2:0 (1:0)
- 30. Juni 1999:  Norwegen –  Norwegen 3:1 (0:0)

## Galerie

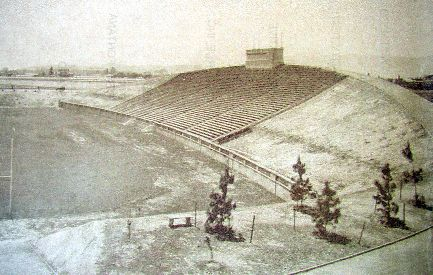
Spartan Stadium 1933
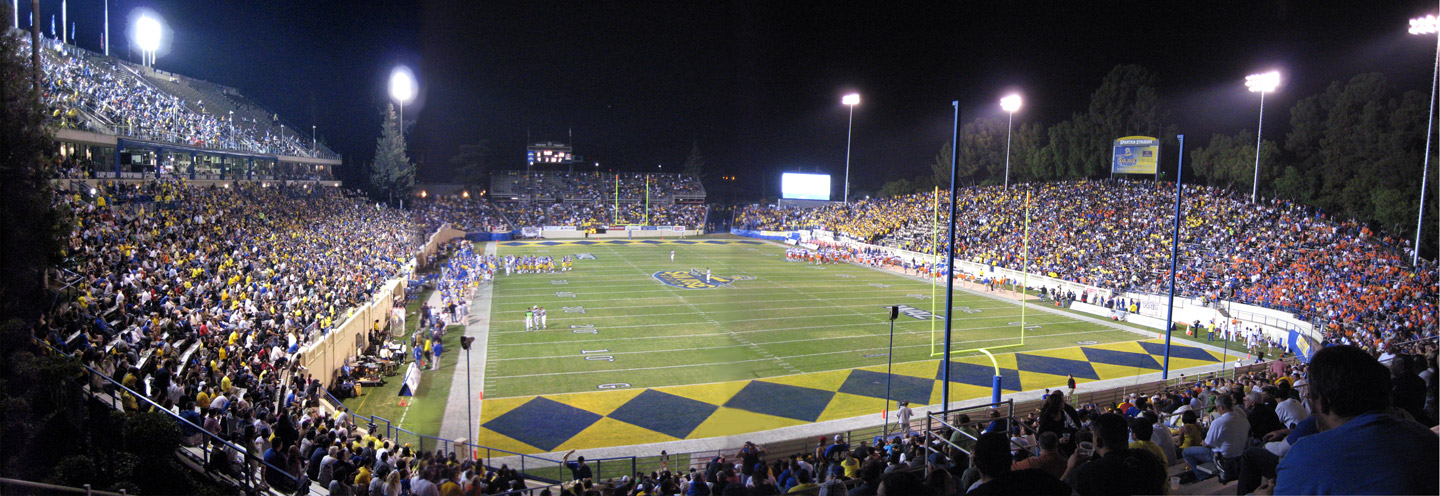
Spartan Stadium – San Jose State vs. Boise State 2008
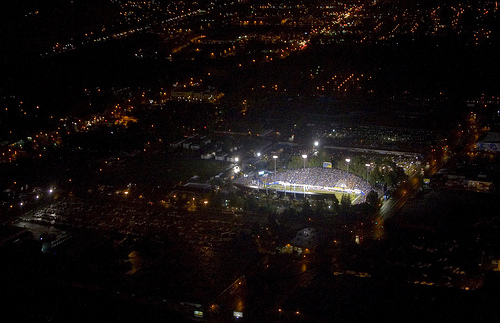
Spartan Stadium – Luftbild bei Nacht 2008
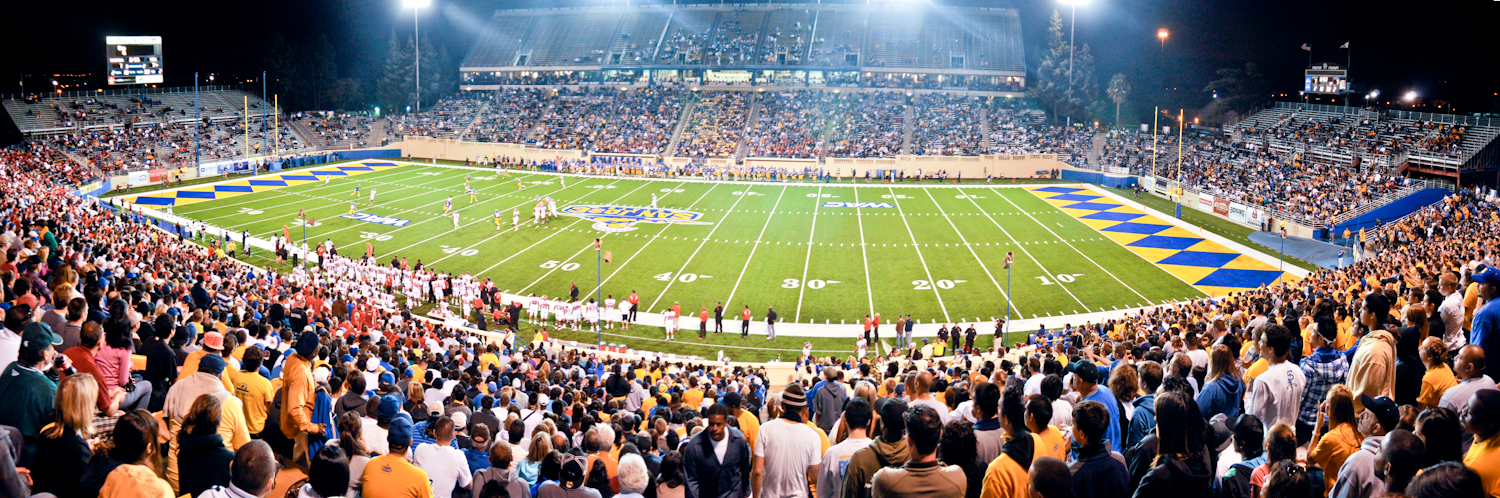
Erste Saison mit „FieldTurf“-Spielfeld; San Jose State vs. Utah 2009
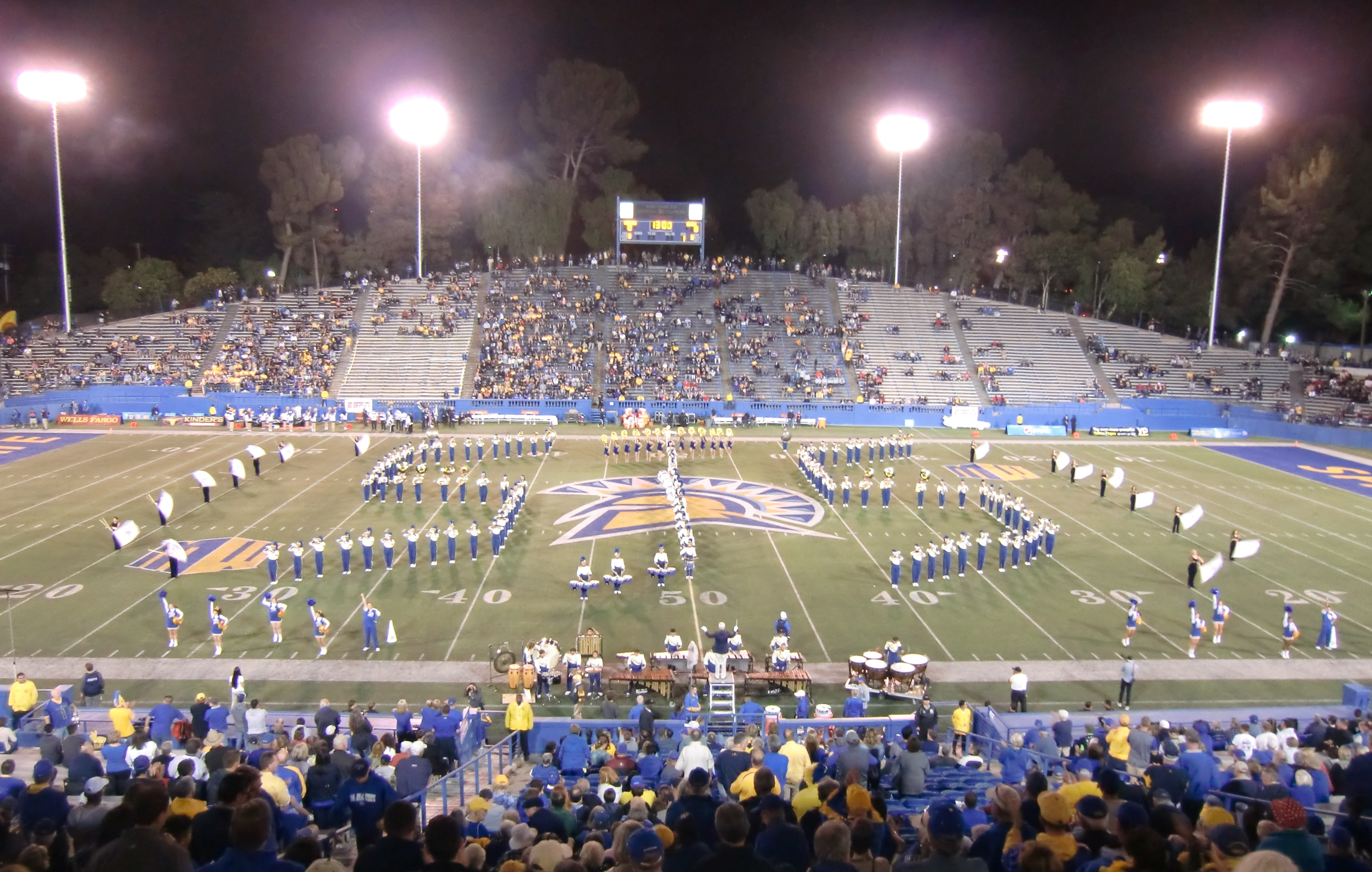
Spartan Stadium 2015
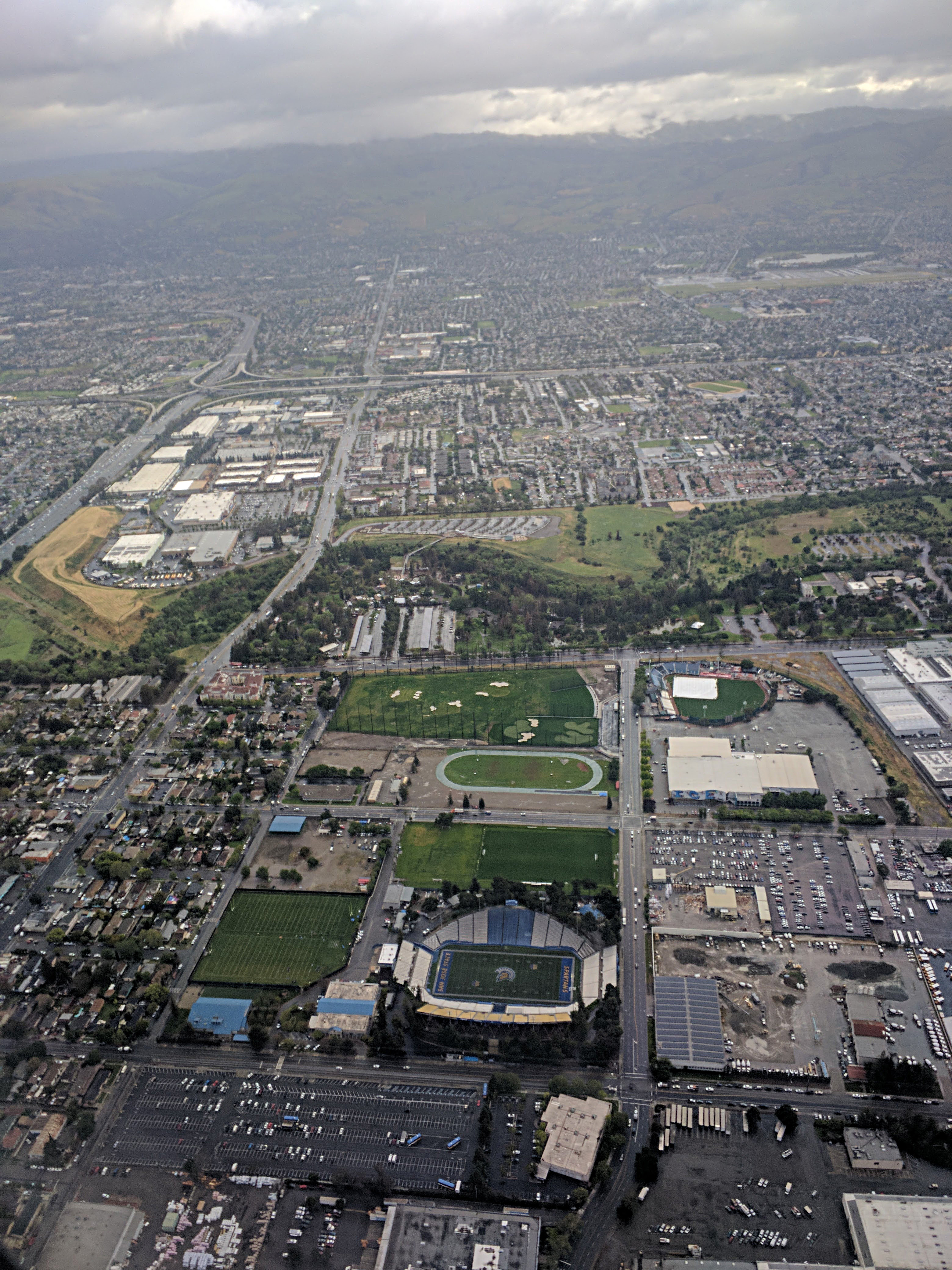
Luftbild von Südwesten 2017